# Maskergors
De maskergors (Emberiza spodocephala) is een lid van de gorzenfamilie. De vogel werd in 1776 door Peter Simon Pallas beschreven in zijn Reise durch verschiedene Provinzen des Rußischen Reichs.

## Kenmerken
De maskergors is 13,5 tot 16 centimeter lang. Het mannetje in broedkleed heeft een donkergrijze kop en een grijze borst. Het gebied rond de ogen en rond de snavel is zwart. De onderdelen zijn geel met donkerbruine streping op de flanken. De bovendelen zijn bruin en krachtig donker gestreept. Het onderste deel van de snavel is roze, het bovenste meer grijs. Het vrouwtje heeft een zwakker koppatroon met olijfgrijze wangen en geen donkergrijs. De onderdelen zijn meer beige dan geel en gestreept donkerbruin. De juveniele vogels lijken op het vrouwtje.

## Verspreiding en leefgebied
Deze soort komt voor in het Palearctisch gebied, met name van het westen van Siberië tot 65°N, in het dal van de rivier de Ob tot het noordelijk deel van Sachalin. Het is een trekvogel, hij overwintert in oostelijk China, Korea en Taiwan.
De soort telt twee ondersoorten:
- E. s. spodocephala: van centraal Siberië tot noordelijk Mongolië, oostwaarts tot oostelijk Siberië, noordelijk Sachalin, noordelijk Korea en noordoostelijk China.
- E. s. sordida: het oostelijke deel van Centraal-China.

De leefgebieden zijn open gebieden met hoog gras, bamboe en wilgen langs de waterkant. Verder leeft hij in taigagebieden in de bergen met naald- en loofbomen. De nesten  bevinden zich laag bij de grond en soms zelfs op de grond tussen het struikgewas.

### Voorkomen in West-Europa
In winterkleed is de vogel in het veld lastig te onderscheiden van de rietgors. In het najaar en de winter wordt de vogel sporadisch gevangen in ringstations. Sinds 1910 zijn er vangsten in Duitsland, Finland, Noorwegen, Verenigd Koninkrijk, Portugal en Italië. In Nederland is de vogel viermaal gevangen sinds 1986.

## Status
De maskergors heeft een groot verspreidingsgebied en daardoor is de kans op de status  kwetsbaar (voor uitsterven) gering. De grootte van de wereldpopulatie is niet gekwantificeerd. Men veronderstelt dat de soort in aantal stabiel is. Om deze redenen staat de maskergors als niet bedreigd op de Rode Lijst van de IUCN.